# William C. Mellor
William C. Mellor (29 giugno 1903 – Los Angeles, 30 aprile 1963) è stato un direttore della fotografia statunitense.
Vinse due Oscar alla migliore fotografia: nel 1952 per Un posto al sole e nel 1960 per Il diario di Anna Frank.

## Filmografia
- Senza rimpianto (Without Regret), regia di Harold Young (1935)
- La danzatrice di Singapore, regia di Victor Schertzinger (1940)
- L'isola della gloria, regia di John Farrow (1942)
- Avventura al Marocco, regia di David Butler (1942)
- Una notte sui tetti, regia di David Miller (1949)
- Un posto al sole, regia di George Stevens (1951)
- Carabina Williams, regia di Richard Thorpe (1952)
- Il mio uomo (My Man and I), regia di William A. Wellman (1952)
- Lo sperone nudo, regia di Anthony Mann (1953)
- Tre ragazze di Broadway (Give a Girl a Break), regia di Stanley Donen  (1953)
- Giorno maledetto, regia di John Sturges (1955)
- Ritorno dall'eternità (Return from Eternity), regia di John Farrow (1956)
- Il gigante, regia di George Stevens (1956)
- Arianna, regia di Billy Wilder (1957)
- I peccatori di Peyton, regia di Mark Robson (1957)
- Il diario di Anna Frank, regia di George Stevens (1959)
- Ossessione di donna, regia di Henry Hathaway (1959)
- Paese selvaggio, regia di Philip Dunne (1961)
- Mister Hobbs va in vacanza, regia di Henry Koster (1962)